# آندره داوکینز
آندره داوکینز (انگلیسی: Andre Dawkins؛ زادهٔ ۱۹ سپتامبر ۱۹۹۱) بازیکن بسکتبال اهل ایالات متحده آمریکا است.
از باشگاه‌هایی که در آن بازی کرده‌است می‌توان به میامی هیت اشاره کرد.